# ジルベルト・シモーニ
ジルベルト・シモーニ（Gilberto Simoni、1971年8月25日-）は、イタリアのトレンティーノ＝アルト・アディジェ州・トレント県のジョーヴォ出身の自転車プロロードレース選手。
ジロ・デ・イタリアでは総合優勝2回、2位1回、3位4回という輝かしい成績を誇り、ステージレースを中心に活躍した世界トップクラスのクライマー。2006年から始めたマウンテンバイク競技でも好成績を収めている。

## 経歴
1993年のベビー・ジロ（アマチュア版ジロ・デ・イタリア）優勝とイタリア選手権アマチュアチャンピオンの実績を引っさげ、翌1994年にプロへと転向。しかし、一向に勝利を挙げることができず、毎年のように移籍を繰り返す苦難の日々が続いた。
しかし1999年のジロ・デ・イタリアでステージ1勝を挙げ、総合でも3位に入り、才能が開花。2000年からはランプレ・ダイキンのエースとしてジロ・デ・イタリアで再び総合3位。ブエルタ・ア・エスパーニャでも1勝を挙げた。
そして2001年はジロ・デ・イタリアで2位のアブラハム・オラーノに7分以上の差をつけて総合優勝を達成。ジャパンカップなど数々のレースでも活躍を見せた。
続く2002年のジロ・デ・イタリアでも第11ステージで勝利を飾るが、コカイン使用疑惑により途中で出場停止となってしまう。
だが2003年には雪辱を期して挑んだジロ・デ・イタリアでステージ3勝。ステファノ・ガルゼッリやヤロスラフ・ポポヴィッチらを抑え2回目の総合優勝を果たし、ポイント賞マリア・チクラミーノも獲得。さらにツール・ド・フランスでもステージ優勝を達成した。
2004年のジロ・デ・イタリアでも第3ステージで勝利するなど、好調だったが、このときはチームメイトでシモーニのアシストを務めていたダミアーノ・クネゴが絶好調。陽動のために先行させたクネゴに大差をつけられた末、最終的にステージ4勝をあげての総合優勝を許してしまう。シモーニも総合3位に入る活躍を見せたとはいえ、これによりチーム内には2人のエースが存在する状態になり、クネゴとの関係は微妙なものになった。ツール・ド・フランスでは久しぶりに復活したチームタイムトライアルのゴール直前で落車。ルールを熟知していなかった監督の指示によりシモーニを待たなかったチームメイトから大きく遅れてゴールし、一人だけ大きくペナルティタイムを受けるという屈辱を味わった。
2005年はクネゴが春先から不調だったことを受けて、ジロ・デ・イタリアでは単独エースとして活躍。パオロ・サヴォルデッリとの総合優勝争いの末、総合2位に入った。しかし相変わらずクネゴとの不仲がささやかれるなか、2006年にサウニエルデュバル・プロディールへ移籍。クネゴとは袂を分かち、ジロ・デ・イタリアで4回目となる総合3位に入り、7度目の表彰台に登った。
2007年のジロ・デ・イタリアでは第17ステージで距離10km、平均斜度11.9%、最大斜度22%という激坂、ゾンコラン山への山頂ゴールを制してステージ優勝し、総合では4位となる。
2008年からは、プロフェッショナルコンチネンタルチームのセッラメンティ・ディキジョヴァンニに移籍。ジロ・デ・イタリアでは第19ステージでの遅れが響いて総合10位に終わるものの、モルティローロ峠を越える第20ステージでステージ2位に入るなど、健在ぶりを示した。
2009年のジロ・デ・イタリアでは第15ステージで大きく遅れ、総合24位に終わった。
2010年、古巣のランプレ・ファルネーゼ＝ヴィーニへの復帰が噂されていたが、4月19日にチームへの加入が発表され、同時にジロ・デ・イタリア限りでの現役引退も発表された。
現役最後のレースとなったジロ・デ・イタリアでは、チマ・コッピのガヴィア峠を越える第20ステージでステージ優勝することになるヨハン・チョップと共に一時先頭を走行するなどの見せ場を作り、総合69位で完走して現役生活に別れを告げた。

## マウンテンバイク競技

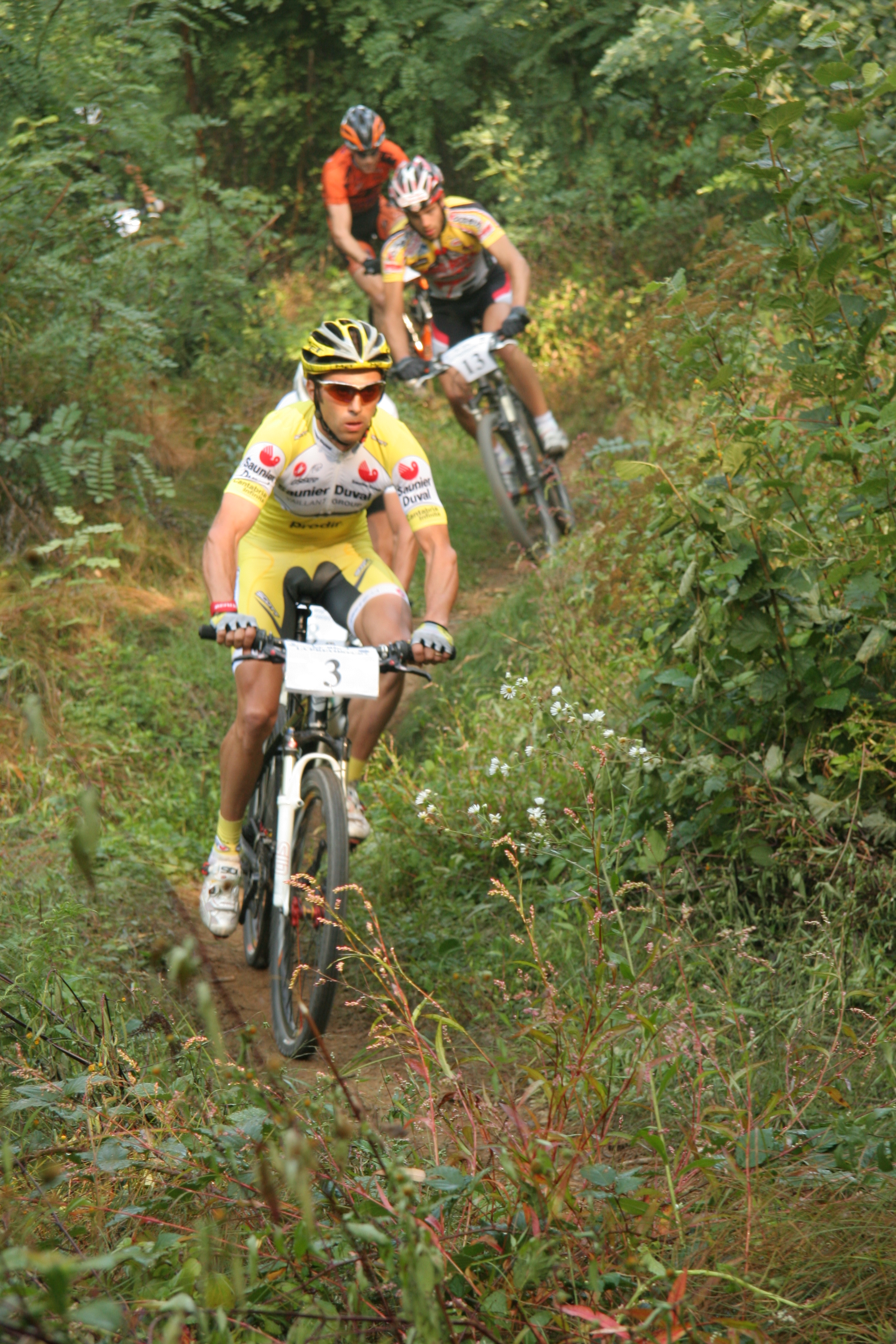
MTB競技中のシモーニ

2006年からマウンテンバイク競技にも参戦しており、初のレースとなったランピロンガのクラシックカテゴリーでいきなり優勝。イタリア選手権マウンテンバイクマラソンでも優勝を遂げている。
2007年には世界選手権マウンテンバイク・マラソンXCで6位に入っており、2008年は北京オリンピックMTB種目への出場を目指していた。

## エピソード
- ダミアーノ・クネゴとの確執については、2004年のジロ・デ・イタリア第18ステージでクネゴがシモーニを置いていこうとした時に、罵詈雑言を浴びせられたのがきっかけだったと、ガゼッタ・スポルト紙のインタビューにクネゴが答えている。現在はシモーニとクネゴの関係は修復されている。
- シモーニは2006年のジロ・デ・イタリアでイヴァン・バッソとも遺恨を残している。第20ステージでバッソとシモーニは、勝負どころのモルティローロ峠でアタックをかけ、下りに入ったところで、ダウンヒルが苦手なバッソが協調して下ることを提案。了承したシモーニが大半を先導する形で峠を下ったが、バッソは最後の坂でアタックをかけてステージ優勝してしまう。結果を出せずに焦っていたシモーニは、この日のアタックで総合優勝を確実にしたバッソが、下りで協力したお礼に勝ちを譲るものと思っており、ゴール後のインタビューで「彼は不正をした」と激怒[6]。表彰式や翌日の最終ステージでも彼らが視線を交わすことはなかった。
- 引退レースとなった2010年のジロ・デ・イタリアでは、ヴェローナで行われた最終ステージのタイムトライアルに、サイクルジャージの下に襟付きのシャツとピンクのネクタイを着こんで出走。ゴール後はジャージを着替えた上で、家族を伴い表彰式用のステージで行われた引退式に臨んだ[7][8]。

## 所属チーム
- 1994年 ジョリーコンポニビリ
- 1995-1996年 アキ
- 1997年 MG Maglificio
- 1998年 カンティーナトロ
- 1999年 バラン
- 2000-2001年 ランプレ・ダイキン
- 2002-2004年 サエコ
- 2005年 ランプレ・カッフィータ
- 2006-2007年 サウニエルデュバル・プロディール
- 2008-2009年 セッラメンティ・ディキジョヴァンニ
- 2010年 ランプレ・ファルネーゼ＝ヴィーニ

## 主な成績

### グランツール
- ジロ・デ・イタリア通算8勝
- ツール・ド・フランス通算1勝
- ブエルタ・ア・エスパーニャ通算2勝
- ジロ・デ・イタリア 総合優勝（2001年、2003年） ポイント賞（2003年）
- ジロ・デ・イタリア 総合2位（2005年）
- ジロ・デ・イタリア 総合3位（1999年、2000年、2004年、2006年）
- 2000年 ジロ・デ・イタリア ステージ1勝 ブエルタ・ア・エスパーニャ ステージ1勝
- 2001年 ジロ・デ・イタリア ステージ1勝 ブエルタ・ア・エスパーニャ ステージ1勝
- 2002年 ジロ・デ・イタリア ステージ1勝
- 2003年 ジロ・デ・イタリア ステージ3勝 ツール・ド・フランス ステージ1勝
- 2004年 ジロ・デ・イタリア ステージ1勝
- 2007年 ジロ・デ・イタリア ステージ1勝

### ステージレース
- 1999年 ツール・ド・スイス 総合3位
- 2001年 ツール・ド・スイス 総合2位
- 2005年 パリ～ニース 1勝

### ワンデイレース
- 2001年 ジャパンカップサイクルロードレース 優勝

### マウンテンバイク
- 2006年 イタリア選手権マウンテンバイクマラソン 優勝 ランピロンガ優勝
- 2007年 世界選手権マウンテンバイク・マラソンXC 6位